# أربوسة
الأربوسة (الاسم العلمي: Erebus) هي جنس من الحشرات تتبع الفصيلة الأربوسية من رتبة حرشفيات الأجنحة.

## أنواع الأربوسة
- أربوسة جميلة
- أربوسة غسقية
- أربوسة مكفارلنية
- أربوسة هيروغليفية
- أربوسة والكرية